# 水原村 (新潟県)
水原村（みずはらむら）は、かつて新潟県中頸城郡にあった村。

## 沿革
- 1889年（明治22年）4月1日 - 町村制施行に伴い中頸城郡大濁村、小濁村、坪山村、上小沢村が村制施行し、水原村が発足。
- 1956年（昭和31年）9月30日 - 新井市に編入され消滅。